# Ipomoea incarnata
Ipomoea incarnata là một loài thực vật có hoa trong họ Bìm bìm. Loài này được (Vahl) Choisy mô tả khoa học đầu tiên năm 1845.